# Oussama Belhcen

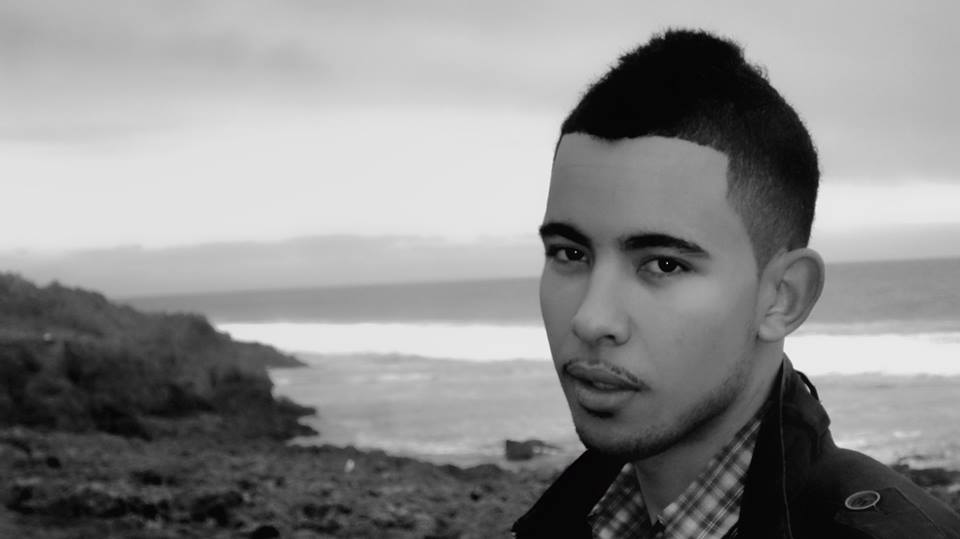
Oussama Belhcen

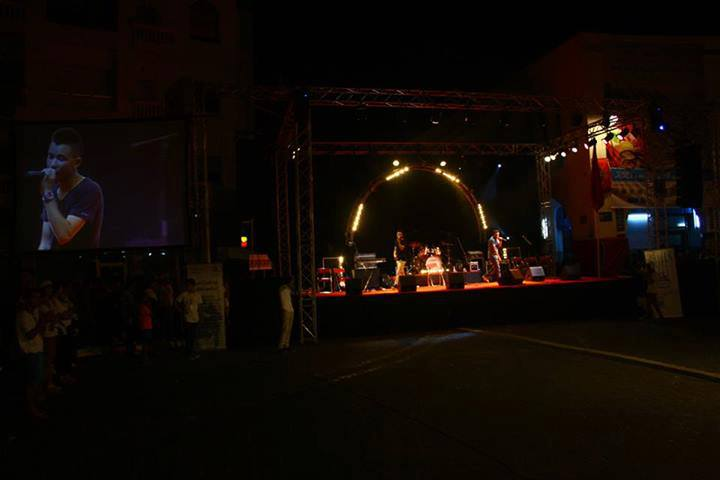
Oussama Belhcen en 2013

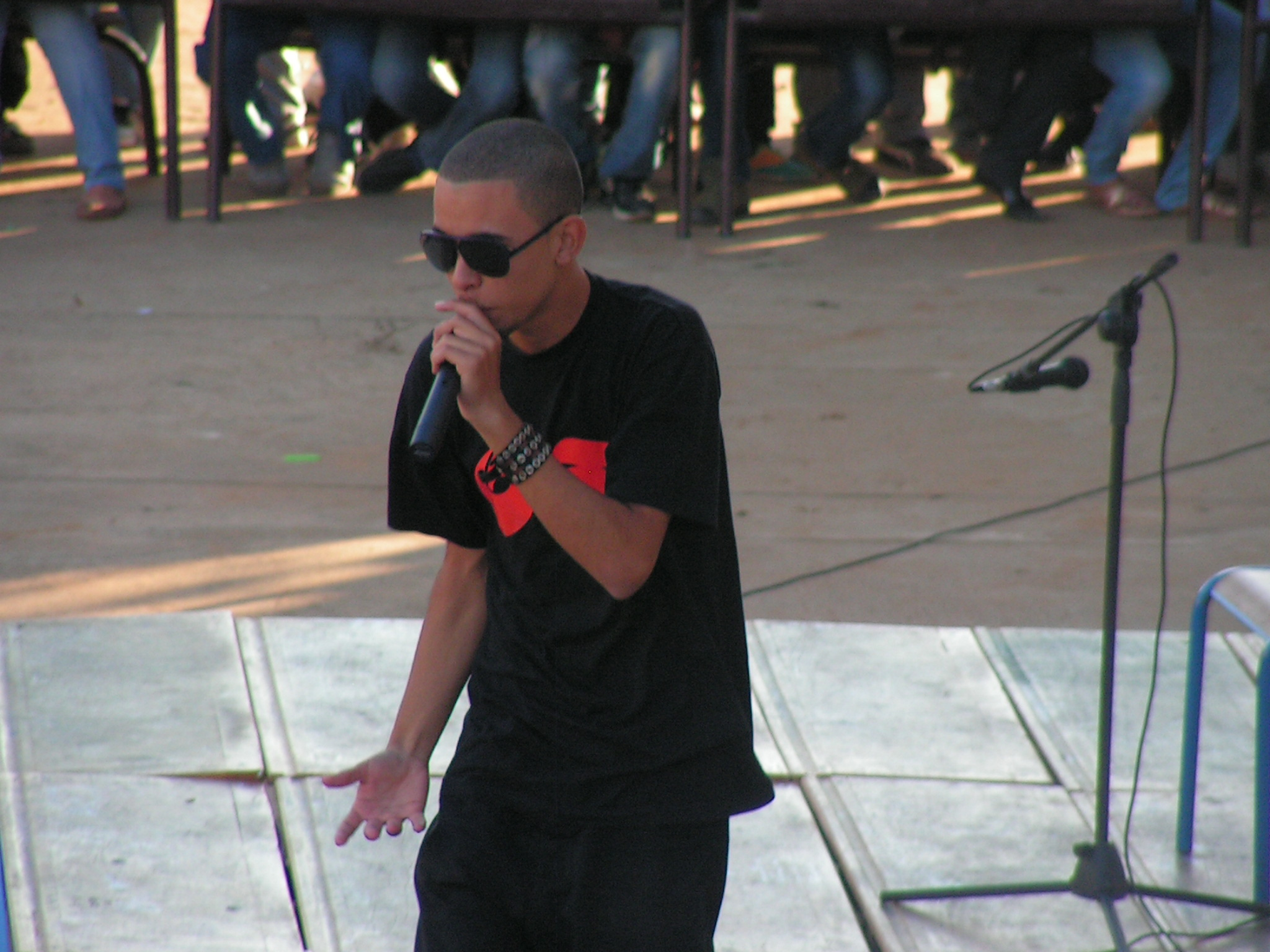
Como Ryan Belhsen en 2010

Oussama Belhcen (en árabe: أسامة بالحسن‎, nacido en Marruecos el 18 de marzo de 1991) es un cantante, compositor y productor discográfico de géneros como el pop, el R&B contemporáneo y el hip hop. Inició su carrera en el año 2006 cantando en árabe marroquí, inglés y francés. Después de una corta experiencia con el grupo de hip hop marroquí MafiaFlow, inició una exitosa carrera en solitario en la que ha lanzado al mercado tres producciones discográficas (Ana Wnti (2008), Ryan Belhsen (2010) y Dayman (2012), un EP y una gran cantidad de sencillos. Actualmente tiene un contrato discográfico con la compañía New Lixus Entertainment.

## Carrera
Nació en la base naval estadounidense de Sidi Yahya El Gharb, donde su padre servía en la Real Fuerza Aérea de Marruecos. Oussama Belhcen empezó a sentirse atraído por la cultura occidental a una temprana edad. A los nueve años se trasladó con su familia a la ciudad de Larache en la costa Atlántica, donde inició su carrera musical a los 15 años como integrante de la agrupación de hip hop urbano MafiaFlow con cuatro amigos suyos de la escuela. Después de publicar un álbum de estudio, la agrupación se separó.
Al poco tiempo adoptó el nombre artístico de Ryan Belhsen y publicó su primera canción al estilo R&B llamada "Nhar Ela Nhar" ("Día tras día"), la cual se convirtió en el sencillo debut de su álbum Ana Wnti en 2008. El 10 de octubre de 2010 publicó el álbum Ryan Belhsen con la inclusión de canciones en inglés como "Whatcha Gonna Do", "Never Stop This Love" y "It's Over". Con su tercer álbum, Dayman ("Siempre"), retornó al nombre Oussama Belhcen. Ha logrado presentarse en varios festivales a nivel internacional. En 2015 publicó los sencillos "Kolshi Bin Yeddi" y "Nehar Lik Wenhar Alik", y en 2016 lanzó al mercado el sencillo "Elmostahil Makainsh Febali".

## Discografía

### Álbumes de estudio
- 2008: Ana Wnti
- 2010: Ryan Belhsen
- 2012: Dayman

### Mezclas
- 2011: Dayman (The Mixtape)

### Sencillos
- 2008: Nhar Ela Nhar
- 2011: Mehtaj Lik
- 2012: Fjenbi
- 2013: Kinghik
- 2013: Meghribiya con Aklo
- 2015: Kolshi Bin Yeddi
- 2015: Nhar Lik Wenhar Alik
- 2016: Elmostahil Makainsh Febali
- 2016: Ghatelqani Hdak
- 2016: Bali Dima Meak
- 2016: Ida Bghiti Shi Hed (If You Love Someone)
- 2016: Khaina
- 2016: Bzaf 3lihom

### Vídeos musicales
- 2016: Khaina